# The Voice of the Heroes
The Voice of the Heroes — спільний студійний альбом американських реперів Lil Baby та Lil Durk, виданий лейблами Quality Control Music та Alamo Records 4 червня 2021 р. Назва релізу походить від дитячого прізвиська Дерка «The Voice» і прізвиська Lil Baby «The Hero», яке дав йому Lil Durk. На Apple Music альбом має анімовану обкладинку. Виконавчі продюсери: П'єр «Пі» Томас, Кевін «Coach K» Лі, М. «Twan» Трейлор та Джеймс Гарден.

## Передісторія та запис
У лютому 2021 року Дерк оприлюднив кілька світлин себе та Lil Baby зі знімання кліпу на їхню пісню «Finesse Out the Gang Way» із підписом «The Voice x The Hero». Наступного місяця Дерк оголосив через Instagram, що якщо його допис набере 100 тис. коментарів, вони з Lil Baby випустять спільну платівку. 15 березня під час інтерв'ю MTV News Бейбі повідомив, що альбом матиме назву The Voice of the Heroes (укр. «Голос героїв»). У квітні Lil Baby помітили в студії з Тревісом Скоттом. Наступного місяця Бейбі й Дерк анонсували початкову дату виходу — 28 травня, однак Swizz Beatz заявив, що реліз відклали на користь посмертного альбому DMX Exodus. 23 травня Бейбі твітнув, що запис альбому завершено, а його вихід заплановано на 4 червня 2021 року.

## Реліз та просування
31 травня 2021 року заголовний трек випущено як провідний сингл разом із відповідним відеокліпом. 2 червня оприлюднено список пісень. 4 червня вийшов The Voice of the Heroes. Наступного дня сталася прем'єра кліпу «How It Feels».

## Комерційний вислід
5 червня 2021 року стали відомі ранні прогнози продажу за перший тиждень від прогнозистів музичної індустрії у розмірі від 165 тис. до 185 тис. одиниць. The Voice of the Heroes дебютував 1-ій сходинці Billboard 200 із 150 тис. альбомних рівнозначних одиниць за перший тиждень (з них — 4 тис. чистого продажу, 197,71 млн потокових прослуховувань).
Є другим альбомом Lil Baby й першим альбомом Lil Durk із 1-им місцем чарту США. На додачу, 16 пісень з альбому потрапили до Billboard Hot 100, на чолі з «Hats Off» (з участю Тревіса Скотта) та «Voice of the Heroes», які посіли 16-ту та 21-шу сходинки відповідно. На другому тижні платівка спустилася на 4-те місце із 73 тис. одиниць. За третій тиждень — 3-тя сходинка й 57 тис. одиниць, за четверий тиждень — 4-та сходинка й 52 тис. одиниць. За чотири тижні продаж становить 332 тис. одиниць.

## Список пісень
| #     | Назва                               | Автор                                                            | Продюсер(и)                                         | Тривалість |
| ----- | ----------------------------------- | ---------------------------------------------------------------- | --------------------------------------------------- | ---------- |
| 1.    | «Voice of the Heroes»               | Домінік Джонс Дерк Бенкс Трентон Тернер Ітен Гейс                | Touch of Trent Haze                                 | 3:29       |
| 2.    | «2040»                              | Д. Джонс Бенкс Джеффрі Джонс-мл. Ерон Батлер                     | Foreverolling Flex OTB                              | 3:12       |
| 3.    | «Hats Off» (разом із Travis Scott)  | Д. Джонс Бенкс Жак Вебстер II Чіді Осунду Тануш Перінпанесан     | Chi Chi Young TN                                    | 4:17       |
| 4.    | «Who I Want»                        | Д. Джонс Бенкс Веслі Ґлесс                                       | Wheezy                                              | 2:53       |
| 5.    | «Still Hood»                        | Д. Джонс Бенкс Лондон Голмс                                      | London on da Track Tone Deaf Rockin wit Slime       | 3:15       |
| 6.    | «Man of My Word»                    | Д. Джонс Бенкс Найл Бей Родерік Г'юї Бродерік Г'юї               | Nile Waves Iroc DJ Young Pharaoh                    | 2:52       |
| 7.    | «Still Runnin» (разом із Meek Mill) | Д. Джонс Бенкс Роберт Вільямс Ніколас Папамітру Нії-Ної Тетте    | Nick Papz KJ                                        | 2:53       |
| 8.    | «Medical»                           | Д. Джонс Бенкс Голмс                                             | London on da Track Tone Deaf Rockin wit Slime MFoss | 3:07       |
| 9.    | «How It Feels»                      | Д. Джонс Бенкс Осунду Рейшон Вільямс Ноа Петтіґрю                | Chi Chi Section 8 Noah                              | 2:46       |
| 10.   | «Lying»                             | Д. Джонс Бенкс Джейкоб Кенеді                                    | ATL Jacob                                           | 3:01       |
| 11.   | «Okay»                              | Д. Джонс Бенкс Даніель Дельґадо-Гернандез                        | DannyProd                                           | 3:36       |
| 12.   | «That's Facts»                      | Д. Джонс Бенкс Ґлесс                                             | Wheezy                                              | 3:38       |
| 13.   | «Please»                            | Д. Джонс Бенкс Чендлер Дарем                                     | Turbo                                               | 3:26       |
| 14.   | «Up the Side» (разом з Young Thug)  | Д. Джонс Бенкс Джеффрі Вільямс Ґлесс                             | Wheezy                                              | 3:38       |
| 15.   | «If You Want To»                    | Д. Джонс Бенкс Осунду Рейшон Вільямс Расселл Челл Джаспер Гарріс | Chi Chi Section 8 Russ Chell Harris                 | 3:15       |
| 16.   | «Rich Off Pain» (разом із Rod Wave) | Д. Джонс Бенкс Родаріус Ґрін Томас Гортон Люк Вокер              | TnTXD Luke C                                        | 3:55       |
| 17.   | «Make It Out»                       | Д. Джонс Бенкс Шейн Ліндстром                                    | Murda Beatz                                         | 3:06       |
| 18.   | «Bruised Up»                        | Д. Джонс Бенкс Кенеді                                            | ATL Jacob                                           | 3:26       |
| 59:45 |                                     |                                                                  |                                                     |            |

## Чартові позиції
| Чарт (2021)                                          | Найвища позиція |
| ---------------------------------------------------- | --------------- |
| Австралія Australian Albums (ARIA)                   | 20              |
| Австрія Austrian Albums (Ö3 Austria)                 | 25              |
| Бельгія Belgian Albums (Ultratop Flanders)           | 20              |
| Бельгія Belgian Albums (Ultratop Wallonia)           | 100             |
| Канада Canadian Albums (Billboard)                   | 2               |
| Данія Danish Albums (Hitlisten)                      | 19              |
| Нідерланди Dutch Albums (MegaCharts)                 | 7               |
| Франція French Albums (SNEP)                         | 103             |
| Німеччина German Albums (Offizielle Top 100)         | 70              |
| Ірландія Irish Albums (OCC)                          | 17              |
| Італія Italian Albums (FIMI)                         | 58              |
| Lithuanian Albums (AGATA)                            | 33              |
| Нова Зеландія New Zealand Albums (Recorded Music NZ) | 21              |
| Норвегія Norwegian Albums (VG-lista)                 | 8               |
| Швеція Swedish Albums (Sverigetopplistan)            | 47              |
| Швейцарія Swiss Albums (Schweizer Hitparade)         | 10              |
| Велика Британія UK Albums (OCC)                      | 5               |
| Велика Британія UK R&B Albums (OCC)                  | 24              |
| США Billboard 200                                    | 1               |
| США Top R&B/Hip-Hop Albums (Billboard)               | 1               |

| Чарт (2021)                           | Позиція |
| ------------------------------------- | ------- |
| US Billboard 200                      | 38      |
| US Top R&B/Hip-Hop Albums (Billboard) | 18      |

| Чарт (2022)                           | Позиція |
| ------------------------------------- | ------- |
| US Billboard 200                      | 82      |
| US Top R&B/Hip-Hop Albums (Billboard) | 51      |

## Сертифікації
| Регіон                                                      | Сертифікація | Продажі   |
| ----------------------------------------------------------- | ------------ | --------- |
| Велика Британія (BPI)                                       | Срібний      | 60 000    |
| США (RIAA)                                                  | Платиновий   | 1 000 000 |
| продажі+прослуховування, що базуються лише на сертифікаціях |              |           |